# Orienteringsdöden
Orienteringsdöden var en serie mystiska dödsfall i Sverige som drabbade unga elitorienterare mellan 1979 och 1992. 15 unga män och en kvinna avled efter att deras hjärta plötsligt slutade att slå. Bland annat avled tre landslagsmän. Svenska Orienteringsförbundet satte stopp för alla orienteringstävlingar under ett halvår och införde ett särskilt åtgärdsprogram där orienterare som inte kände sig fullt friska skulle varken träna eller tävla och praktiskt taget alla elitorienterare fick en kur doxycyklin. På så sätt kunde ännu ”dolda” pågående infektioner självläka. SOFTs rekommendationer inkluderade att orienterare skulle antingen sluta träna eller göra klara reduceringar i mängd träning under några månader. 
Läkare hittade riskpersoner i eliten som rekommenderades att inte fortsätta idrotta. Läkare hittade också hjärtmuskelinflammation av virus hos många idrottare som bland annat tros ha orsakats av en bakterie som spritt sig i skogen i ett område i Mellansverige. Bland annat har bakterierna bartonella och twar misstänkts.
Laboratorieförsök har visat att bakterien twar ökar nedbrytningen av kroppspulsåderns vägg. Detta antyder att bakterien kan spela en roll för utvecklingen av kroppspulsåderbråck. Under slutet av 1990-talet gick ett nytt larm rörande twarbakterien efter elitidrottare i Skaraborgs län uppvisat tecken på infektionen. Fall rapporterades inom handboll, fotboll, bandy och skidåkning. Bland annat drabbades ishockeyklubben Linköpings HC, där sex spelare fick träningsförbud under en tid 1999.